# Carlo Goldoni
Carlo Goldoni, född 25 februari 1707 i Venedig, död 6 februari 1793 i Paris, var en venetiansk pjäsförfattare.

## Biografi
Goldoni började 1723 studera juridik i Pavia, men relegerades på grund av satiren Il colosso. Han tog sin examen 1731 vid universitetet i Padua och arbetade därefter som advokat i Venedig och Pisa.
Redan på 1730-talet engagerades han som författare vid en teater i Venedig, där han sedan under många år åtnjöt stor popularitet. I pjäsen Il teatro comico opponerade han sig mot improvisationen, ett grunddrag i det traditionsrika maskspelet. Detta väckte ett växande motstånd och 1762 flyttade han till Paris, där han försåg italienska teatern med pjäser, av vilka han skrev flera på franska.
Goldoni kallas ofta "Italiens Molière" och är till skillnad från i Norden erkänd och hyllad i Italien och Sydeuropa. Han var produktiv med uppemot 250 kända verk (varav omkring 150 komedier). Några av de mest kända och spelade är "Gruffet i Chiozza", "Sommarnöjet" och "Två Herrars Tjänare". Han anses generellt vara den som utvecklade det italienska folkdramat (Commedia dell'arte) med dess fasta typer (Harlekin/Arlecchino, Pantalone, Il Dottore, Il Capitano, Pajazzo, Colombine, Pulchinella, Brighella, In amorati, Zanni med flera) och improviserade dialog mot den teater vi är mer vana vid idag, med en större rollvariation och framför allt skriven dialog. 

## Verk (urval)
- Il servitore di due padroni 1745
- Pamela nubile 1750

På svenska
- Sommarnöjet: en trilogi (La villeggiatura); scenbearbetning Giorgio Strehler, 1968
- Värdshusvärdinnan (La locandiera); översättning: Göran O. Eriksson, 1992